# María Angélica de Scorailles
María Angélica de Scorailles (Auvernia, Francia, 1661 – 28 de junio de 1681), fue una noble francesa, y una de las muchas amantes del rey Luis XIV de Francia. Era dama de honor de la duquesa Isabel Carlota del Palatinado, cuando llamó la atención del Rey Sol y se convirtió en su amante en 1679. Ella murió probablemente como consecuencia de complicaciones derivadas del parto.

## Primeros años
María Angélica de Scorailles nació en el año 1661 en Auvernia, Francia. Su familia se dio cuenta de que su belleza era una gran ventaja y recaudó el dinero suficiente para enviarla a la corte real con el objetivo tácito pero preciso de reponer la reputación de la familia desde el lecho real. 

## Amante real
María Angélica llegó a la corte de Luis XIV en 1678 y se convirtió en la dama de honor de la Duquesa de Orléans. Luego Luis XIV se debatió entre el afecto de Madame de Montespan y de Madame de Maintenon, pero perdido en la belleza de la joven, el Rey abandonó repentinamente a las dos damas. A pesar de su gran atractivo físico, la pelirrojiza María Angélica era, según los cotilleos de la corte, "tan estúpida como una canasta", está declaración provocó que Luis XIV se enfadara con Montespan o Maintenon. Las medidas habituales fueron tomadas rápidamente y unas semanas después de la presentación de la joven a la corte, se convirtió en su nueva favorita y amante real y fueron celebrados fastuosos espectáculos en su honor.
Luis mostró su gran afecto por María Angélica con el uso de cintas en su vestimenta a juego con las que llevase ella. El rey le concedió 100.000 coronas al mes y el doble de regalos que a sus antiguas amantes, pero no pudo agotar su extravagancia, y su carruaje era conducido por ocho caballos. Luis XIV con ya cuarenta años, de repente se sentía joven otra vez: llevaba diamantes, cintas y plumas, todos los días iban a fiestas, ballets y comedias, nunca había sido empujado a tal lujo hasta ese momento.
Pronto quedó embarazada, provocando la ira de Madame de Montespan, que no creía que el rey estuviese tan enamorado de su joven conquista. Pensaba que era solo un capricho pasajero, fácilmente controlable y fácilmente eliminada. 
En diciembre de 1679, María dio a luz prematuramente a un niño que nació muerto. Una dama escribió, irónica, que había sido "herida en el servicio"; el rey le concedió el título de Duquesa de Fontanges y una pensión de 80.000 libras, sin embargo, en 1680 el voluble Luis empezó a cansarse ya de ella. Aún enferma (sufría hemorragias desde el parto) se retiró a la Abadía de Chelles y no volvió a aparecer en la corte. La enfermedad le había restado salud y lozanía y Luis no gustaba de la gente enfermiza.

## Muerte
En 1681 María sufrió de fiebre alta y fue enviada a la Abadía de Port-Royal. Según algunas fuentes, en marzo dio a luz prematuramente a una niña muerta. 
Más tarde, la corte se enteró de que la duquesa de Fontanges iba a morir y que había pedido ver al rey. Luis XIV accedió a su petición. Conmovido por su sufrimiento, lloró en su lecho de muerte. Se dice que Fontanges dijo:, "después de haber visto las lágrimas en los ojos de mi rey, yo puedo morir feliz". Pero esta historia fue considerada falsa por muchos en Versalles, porque, según ellos, el rey, de hecho, ya la había olvidado. La duquesa murió en la noche del 28 de junio de 1681, a los 20 años de edad.